# آتیکا (ایندیانا)
آتیکا، ایندیانا (به انگلیسی: Attica, Indiana) یک شهر در ایالات متحده آمریکا با جمعیت ۳٬۲۴۵ نفر است که در ایندیانا واقع شده‌است.

## موقعیت جغرافیایی
موقعیت جغرافیایی شهرها و مناطق اطراف به شرح زیر است: